# Nitrobacter
Nitrobacter ist eine Gattung von Bakterien der Familie Bradyrhizobiaceae. Arten dieser Gattung findet man in Böden, Süßwasser und im Meer.

## Merkmale und Stoffwechsel
Es handelt sich um stäbchenförmige, gramnegative Bakterien, die zum Zweck der Energiegewinnung unter oxischen Bedingungen Nitritionen (NO2−) mit Sauerstoff (O2) zu Nitrationen (NO3−) oxidieren. Sie werden deshalb auch als Nitritoxidierer oder Nitratbakterien bezeichnet. Diese Oxidation ist der zweite Schritt der Nitrifikation. Wie viele andere nitrifizierende Bakterien besitzt Nitrobacter ein inneres Membransystem. In den Membranen ist das Enzym Nitritoxidase lokalisiert, welches die Oxidation von Nitrit zu Nitrat katalysiert.
Nitrobacter ist im Gegensatz zu anderen Nitrifizierern nicht obligat chemolithotroph, kann also sowohl CO2 als ausschließliche Kohlenstoffquelle nutzen, wie auch organische Stoffe, beispielsweise Acetat und Pyruvat. Nitrobacter ist also auch in der Lage, chemoorganotroph zu leben.

## Ökologie
Die Nitrifikation ist Teil des natürlichen Stickstoffkreislaufes, wobei Ammoniak zu Nitrat oxidiert wird. Bakterien, die hierbei beteiligt sind, bezeichnet man als Nitrifizierer. Die Gattung Nitrobacter hat somit eine große ökologische Bedeutung. Im ersten, vorausgehenden Schritt der Nitrifikation werden durch andere Bakterien wie Nitrosomonas – die man entsprechend „Nitrosifizierer“ oder „Nitritbakterien“ nennt – Ammoniumionen (NH4+) zu Nitritionen oxidiert. Man spricht deshalb auch von „Ammoniakoxidierern“.
Nitrobacter und andere nitrifizierende Bakterien findet man gehäuft in stark verschmutzten Gewässern, da dort viel Ammoniak vorhanden ist.

## Systematik
Die Gattung Nitrobacter wird aktuell (Oktober 2020) in der Familie der Nitrobacteraceae geführt. Bis 2020 wurde sie den Bradyrhizobiaceae zugeordnet. Die Nitrobacteraceae wurden weiterhin zu der Ordnung Hyphomicrobiales gestellt, zuvor wurde die Familie unter den Rhizobiales geführt.